# Hammerhead (Isole Semichi)
Hammerhead è una piccola isoletta, di soli 240 m, delle isole Semichi, un sottogruppo delle Near, amministrativamente controllata dallo Stato dell'Alaska (Stati Uniti). Fa parte delle Aleutine occidentali. L'isola si trova nello stretto di Shemya, tra le isole Nizki e Shemya.